# Portræt af en kvinde (Klimt)
Portræt af en kvinde er et maleri af Gustav Klimt malet i 1916-17. Maleriet blev købt af Giuseppe Ricci Oddi i 1925 og indgik i hans galleri, Galleria d'arte moderna Ricci Oddi, indtil det blev stjålet den 22. februar 1997. Maleriet var væk i mere end 22 år, men 10. december 2019 fandt en gartner en skjult åbning i en af museets mure, hvor maleriet stod indsvøbt i en plastikpose.
I 1996 studerede den 18-årige Claudia Maga kunsthistorie i Piacenza, og i Galleria d'arte moderna Ricci Oddi blev hun dybt fascineret af dette Klimt-portræt. Dette afstedkom en interesse for Gustav Klimt og hans kunst. Hendes interesse førte til, at hun opdagede, at det var malet ovenpå et andet kvindeportræt. Det er formentlig eneste gang, at Klimt gjorde noget sådant.
Røntgenanalyse afslørede, at portrættet var en overmalet version af Klimts mistede værk Portræt af en ung dame (med hat og tørklæde), der forsvandt i 1917. Det originale portræt viste en kvinde, som Klimt menes at have haft et kærlighedsforhold, men efter at hun pludselig døde, malede han værket over.
Det er antaget, at maleriet blev stjålet den 22. februar 1997, kort tid før en speciel udstilling blev planlagt på galleriet medens bygningen var under renoveringen. Rammen blev fundet kasseret på taget ved siden af et ovenlysvindue, som var for lille til, at maleriet var blevet fjernet gennem det.
I april 1997 opdagede de italienske politimyndigheder en forfalskning af høj kvalitet ved Ventimiglia, ved Italiens grænse til Frankrig, i en pakke tiltænkt den tidligere italienske premierminister Bettino Craxi, som skjulte sig i Hammamet, Tunesien. "Tyveriet" i februar kan have været iscenesat kort før udstillingen for at dække over byttet af det originale maleri med forfalskningen nogle måneder før. Sagen blev genåbnet i 2014 som følge af de nye kendsgerninger. Forskellige kopier af maleriet er kendt af det italienske politi.
I december 2019, 23 år efter tyveriet, blev en pose med maleriet fundet i en fordybning i en udvendig mur i galleriet. Fundet blev gjort af gartnere, der ryddede for efeu, som var vokset over fordybningen mindst ti år før. Den følgende måned blev det bekræftet, at maleriet var det forsvundne portræt af en dame. Tests skal udføres for at finde ud af, om maleriet har befundet sig inde i væggen, siden det blev stjålet, eller om det er blevet placeret der senere. Maleriet vil derefter indgå i galleriets udstilling.